# Inundações na Indonésia e Malásia em 2022
As inundações na Indonésia e Malásia em 2022 foram causadas pelas fortes chuvas nos primeiros dias do ano de 2022, atingindo a ilha de Sumatra, na Indonésia, principalmente as províncias de Achém e Jambi, onde mais de 30.000 pessoas foram deslocadas e pelo menos duas crianças morreram até o momento. Na Malásia, as chuvas também forçaram pelo menos 13.000 pessoas à buscar abrigos, com relatos de pelo menos 50 mortes; atingindo principalmente os estados de Selangor, Johor e Melaka.
As inundações destruíram as plantações de arroz da região, próximas do período de colheita. Agravaram também dificuldades associadas à pandemia de Covid-19. Organizações ambientalistas apontam o processo de deflorestamento, motivado pela expansão da produção do óleo de palma, como um fator aumentando a vulnerabilidade da região.